# Monument la mormântul parașutiștilor căzuți în 1944 (Chiriet-Lunga)
Monumentul la mormântul parașutiștilor căzuți în 1944 este un monument amplasat în Chiriet-Lunga, Găgăuzia, Republica Moldova. Este un monument de artă de importanță națională inclus în Registrul monumentelor Republicii Moldova ocrotite de stat cu nr. 17 (raionul Basarabeasca).